# 张保庆
张保庆（1944年6月—），陕西城固人，汉中大学物理系毕业，大专学历。1978年8月加入中国共产党；曾任中共陕西省委副书记、省政协副主席，省委宣传部部长。

## 从政经历
张保庆长期在陕西汉中地方党政机关工作。自1979年11月，历任汉中地区经委副主任、主任，汉中地委委员、中共西乡县委书记；1986年9月，出任汉中地区行政公署副专员；1994年1月，晋升行署专员；当年10月，任中共陕西省委汉中地方委员会书记；其间，于1995年9月至1996年在中共中央党校进修。1996年，经国务院批准，省辖汉中市成立，张保庆担任首任市委书记。
1996年9月，张保庆升任中共陕西省委常委、兼省委宣传部部长；2002年5月，在中共陕西省第十届委员会第一次会议上，当选省委副书记；2005年2月，在政协陕西省委员会第九届三次会议上，当选省政协副主席； 2008年，届满退休。